# Eremurus micranthus
Eremurus micranthus är en grästrädsväxtart som beskrevs av Aleksei Ivanovich Vvedensky. Eremurus micranthus ingår i släktet Eremurus och familjen grästrädsväxter. Inga underarter finns listade i Catalogue of Life.